# Fuchs
A Fuchs német családnév. Jelentése Róka.

## Híres Fuchs nevű személyek
Fuchs

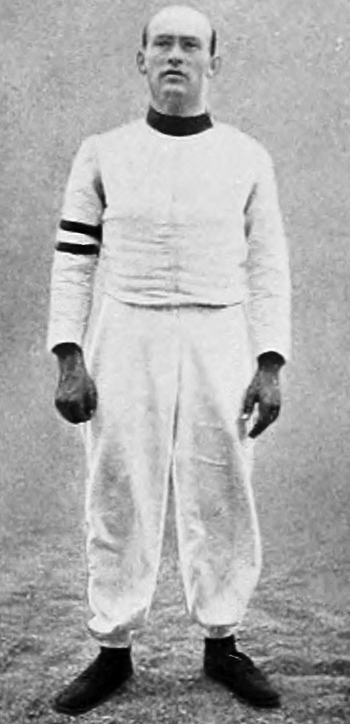
Fuchs Jenő (1882–1955) négyszeres olimpiai bajnok kardvívó

- Fuchs Arje Juda Léb (?–1832) cseh-magyar rabbi, Veszprémi rabbi volt
- Fuchs (Xavér) Ferenc (1744–1807) magyar bölcseleti és teológiai doktor, egri érsek
- Fuchs Frigyes (1800 k.–1874) magyar főerdész, mérnök
- Fuchs Gottfried Zsigmond (18. század) magyar katolikus pap, teológiai doktor
- Fuchs Herman, írói neve: Brassói Fuchs Herman (1915–1996) magyar paleontológus
- Fuchs Ignác (1829–1877) magyar könyvnyomda-tulajdonos, újságíró
- Fuchs Ignác (1829?–1915) magyar kereskedő, Rákoshegy „alapítója”
- Fuchs János Sámuel (1770–1817) magyar evangélikus lelkész
- Fuchs Vilmos (1802–1853) magyar vegyész, bányamérnök; János fia
- Fuchs Emil (1830–1896) kertész, Pest, majd Budapest főkertésze
- Fuchs Jenő (1882–1955) magyar négyszeres olimpiai bajnok kardvívó
- (Emil Julius) Klaus Fuchs (1911–1988) német születésű brit fizikus
- Lazarus Immanuel Fuchs (1833–1902) német matematikus
- Marcus Fuchs (1557–1619) erdélyi szász evangélikus lelkész
- Johann Fuchs (1631 körül–1686) erdélyi szász evangélikus lelkész
- Fuchs László (1924) matematikus
- Fuchs Mátyás (* 18. század) magyar orvos
- Neidhart Fuchs, a 15. század végén keletkezett osztrák tréfagyűjtemény
- Fuchs Pál (1834–1876) magyar tanár
- Reineke Fuchs 15. századi címváltozat
- Fuchs Rudolf (1808 körül – 1892) magyar kereskedő, újságíró
- Ruth Fuchs (1946) kétszeres olimpiai bajnok és világrekorder német atlétanő
- Fuchs Simon (1907–1972) magyar történész, közíró
- Fuchs Bonifác Ferenc (1839–1887) magyar teológiai doktor, benedek rendi főapáti titkár

Fux
- Fux János (18. század), magyar író
- Johann Joseph Fux (1660/1661–1741) osztrák zeneszerző, zeneteoretikus, karmester és orgonista
- Fux József (19. század) magyar orvos
- Fux Sámuel (19. század) magyar író

Fuksz
- Fuksz János (18. század), magyar kanonok

Fuks
- Ladislav Fuks (1923–1994)